# Jules Pictet
Amédée-Pierre-Jules Pictet de Sergy (29 juin 1795, Vernier - 16 janvier 1888, Genève) est un historien et homme politique suisse.

## Biographie
Fils de Jean Marc Jules Pictet-Diodati, il suit ses études droit à Genève, Heidelberg et Iéna. 
Membre du Conseil représentatif de Genève de 1825 à 1835, puis de 1841 à 1842, il est député à la Diète en 1834 et conseiller d'État de 1836 à 1839. 
À la suite de la révolution radicale de 1841, il quitte la vie politique et se consacre à des travaux de publiciste et d'historien.
Marié à Adélaïde de Candolle, fille de Jacob Michel de Candolle, cofondateur de la Banque de Candolle, Mallet & Cie (aujourd'hui Groupe Pictet), et nièce d'Augustin Pyrame de Candolle, il est le père de Gustave Pictet (1827-1900) et d'Ernest Pictet (1829-1909).